# Бжезький замок
Замок Сілезьких П'ястів у Бжезі (пол. Zamek Piastów Śląskich w Brzegu) — резиденція Сілезьких П'ястів у місті Бжеґ Опольського воєводства в Польщі. 

## Історія

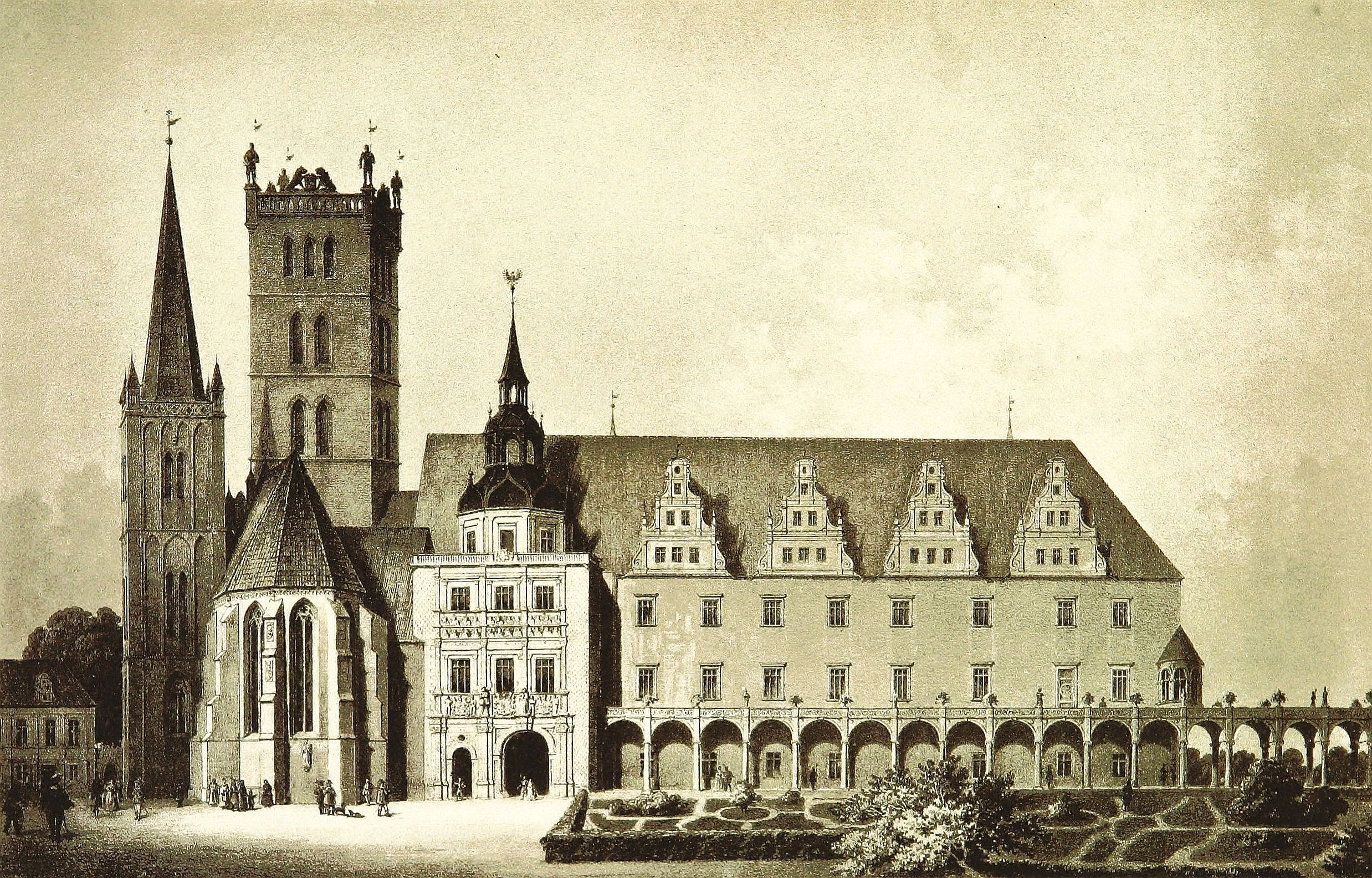
Вигляд замку у XIX столітті

Перші відомості про існування замку в Бжезі походять з 1235 року. У той час тут знаходилася садиба князівського намісника, в якій також зупинялися вроцлавські князі під час своїх подорожей. Ймовірно, що на той час замок ще не мав мурованих елементів. Під кінець XIII століття Болеслав I Суворий спорудив тут відокремлену від замку квадратну муровану вежу, згодом названу Вежею левів. 
У 1311 році відокремилося Бжезьке князівство, що сприяло зростанню значення замку: він став княжою резиденцією, яка знаходилась тут аж до згасання бжезької лінії П'ястів у 1675 році. У 1360—1370 роках бжезький князь Людвік I Бжезький здійснив значну перебудову замку. Фрагменти мурів того часу збереглися до наших днів та видніються у південному крилі замку. Під час цієї перебудови у 1368—1369 роках постав готичний колегіальний костел святої Ядвіги, який існує донині. 
У 1532 році князь Фридерик II розпочав перебудову замку у ренесансному стилі, надихнувшись архітектурою королівського замку на Вавелі. Розбудову замку продовжив його наступник — Єжи II. Під час перебудови було добудовано два нових крила замку: північно-східне та південно-східне з брамним переїздом, який охороняла надбрамна вежа з оздобленим порталом. У 1595 році на північно-східному краю міських мурів було збудовано великий оборонний бастіон.
В 1675 році помер останній потомок П'ястів по чоловічій лінії — Єжи IV Вільгельм, а Бжезьке князівство потрапило під владу Габсбургів. Після цього замок почав виконувати адміністраційні функції для намісників імператора та поступово занепадати.
В 1741 році замок було сильно зруйновано під час бомбардування міста прусськими військами. Після того як Бжеґ опинився під владою Пруссії, з замку було вивезено вцілілі речі. Пізніше, у замку було здійснено косметичний ремонт та облаштовано корчму та військові склади. 
Аж у 1922 році склади було перенесено із замку та здійснено незначні консерваційні роботи (зокрема, укріплено в'їзну браму), тоді ж завдяки місцевій ініціативі у замку було облаштовано невеликий Міський музей.
Під час Другої світової війни замок не зазнав пошкоджень.
З 1966 по 1988 роки тривали реставраційні роботи в замку, які здійснювалися за оригінальними планами будівлі з XVI століття. 

## Сучасність
В наш час замок відкритий для відвідування туристами, тут знаходиться Музей Сілезьких П'ястів. Окрім того, тут відбуваються численні урочисті та культурні події, концерти, наукові зібрання, театральні вистави, тощо.

## Світлини

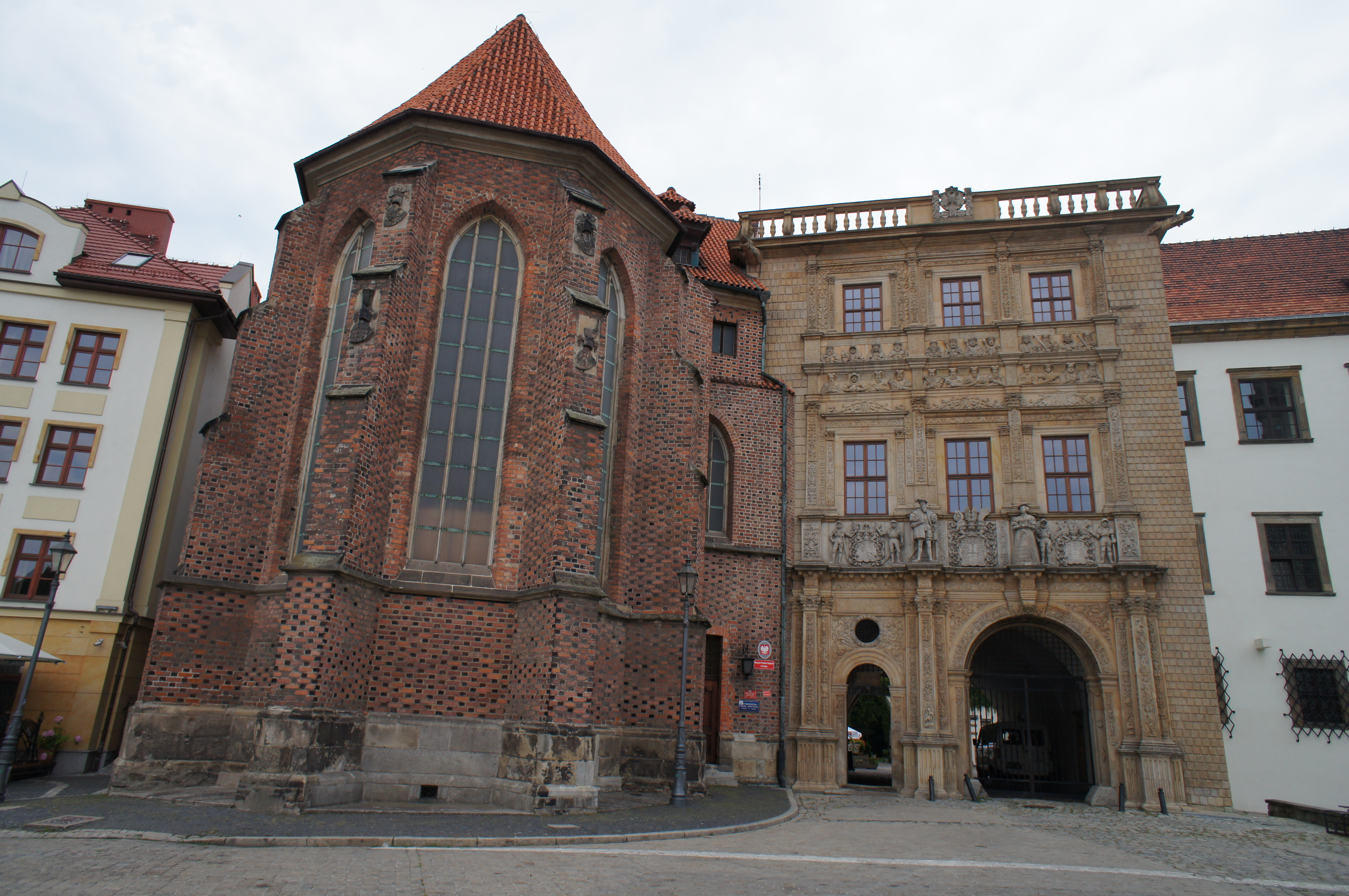
Костел святої Ядвіги та в'їзна брама
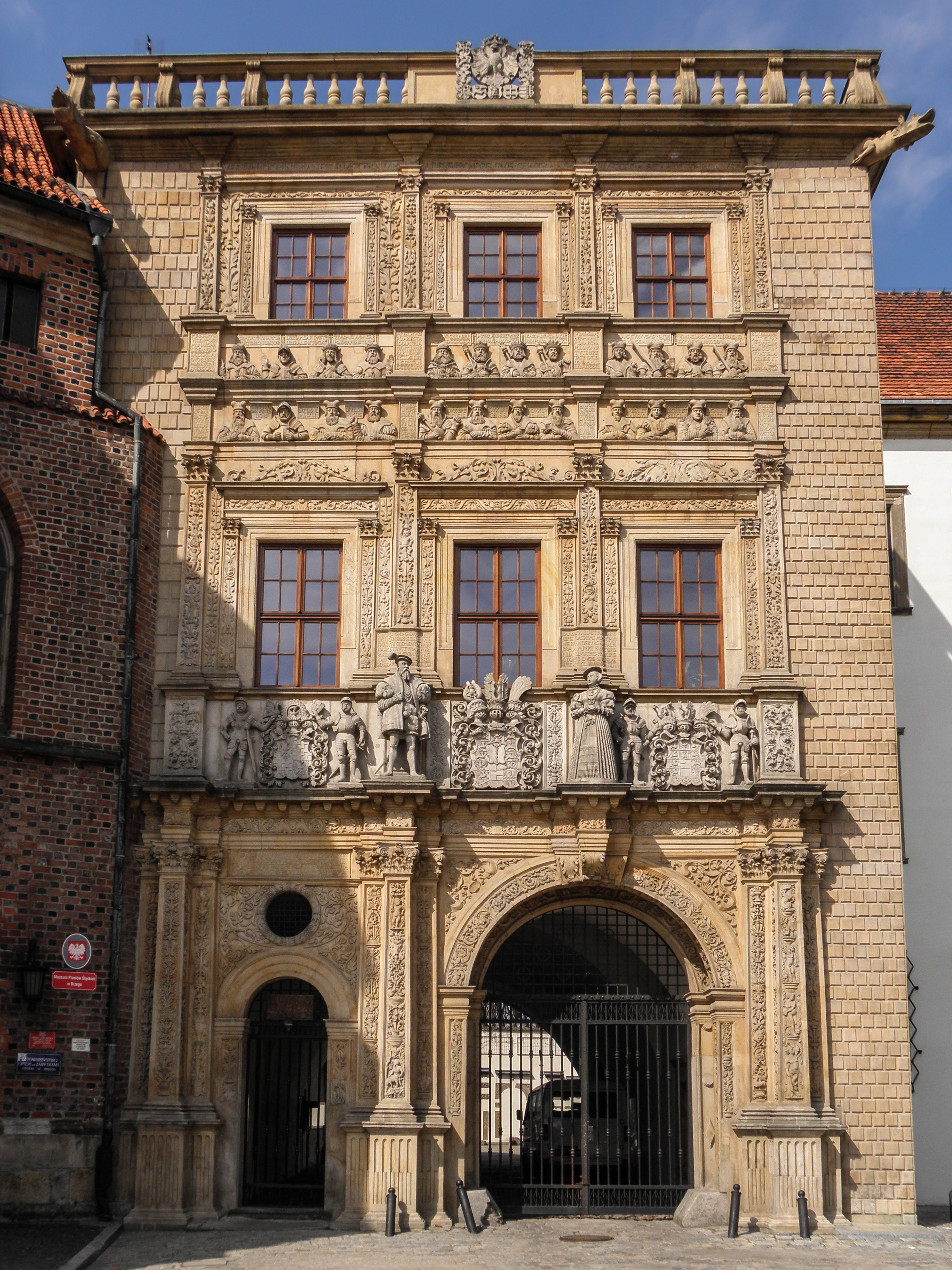
В'їзна брама замку
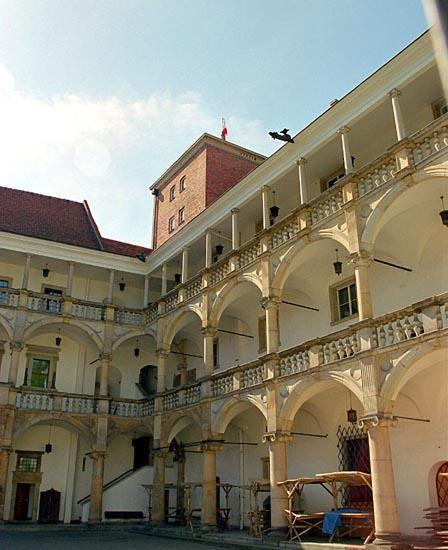
Замковий двір
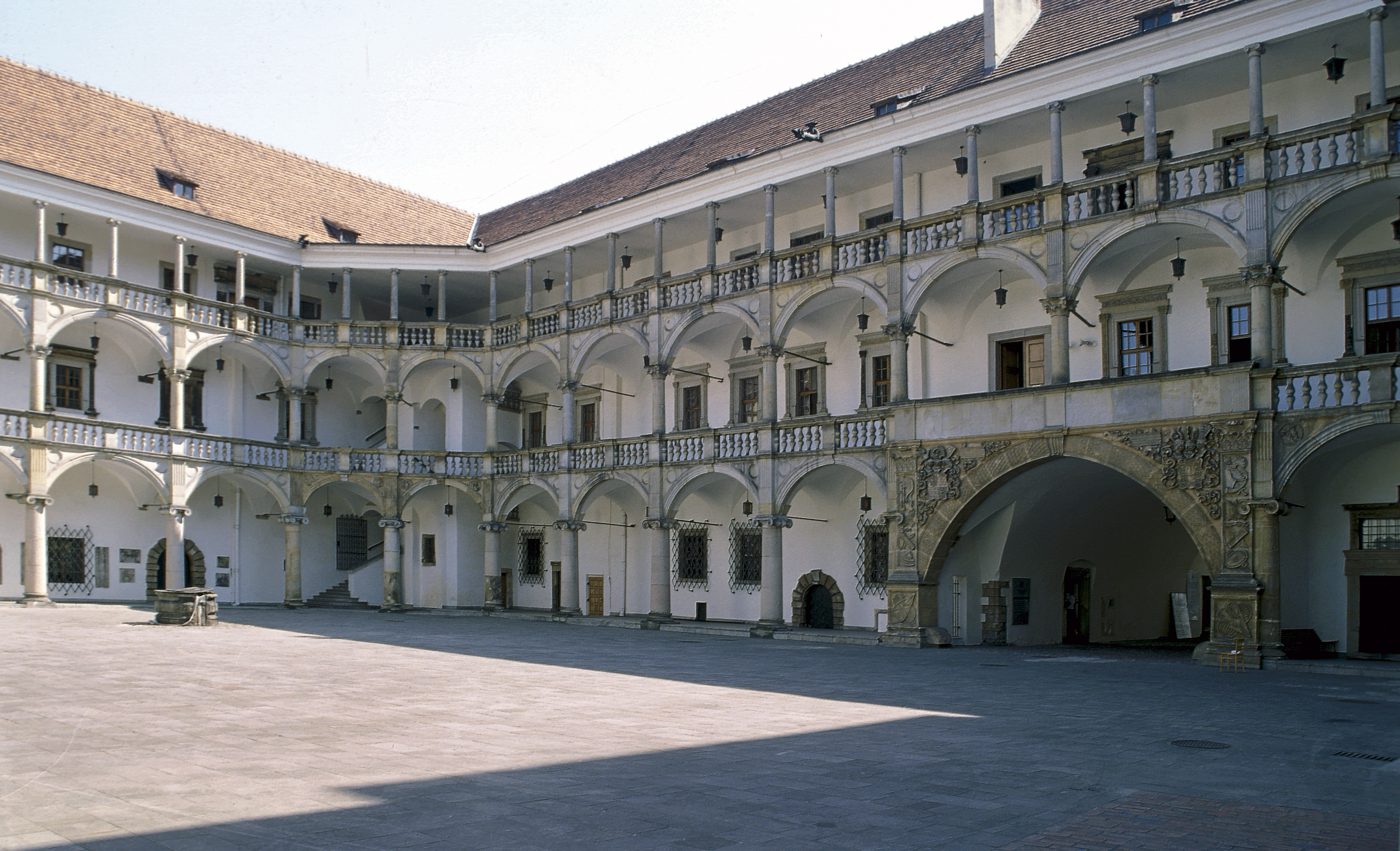
Замковий двір
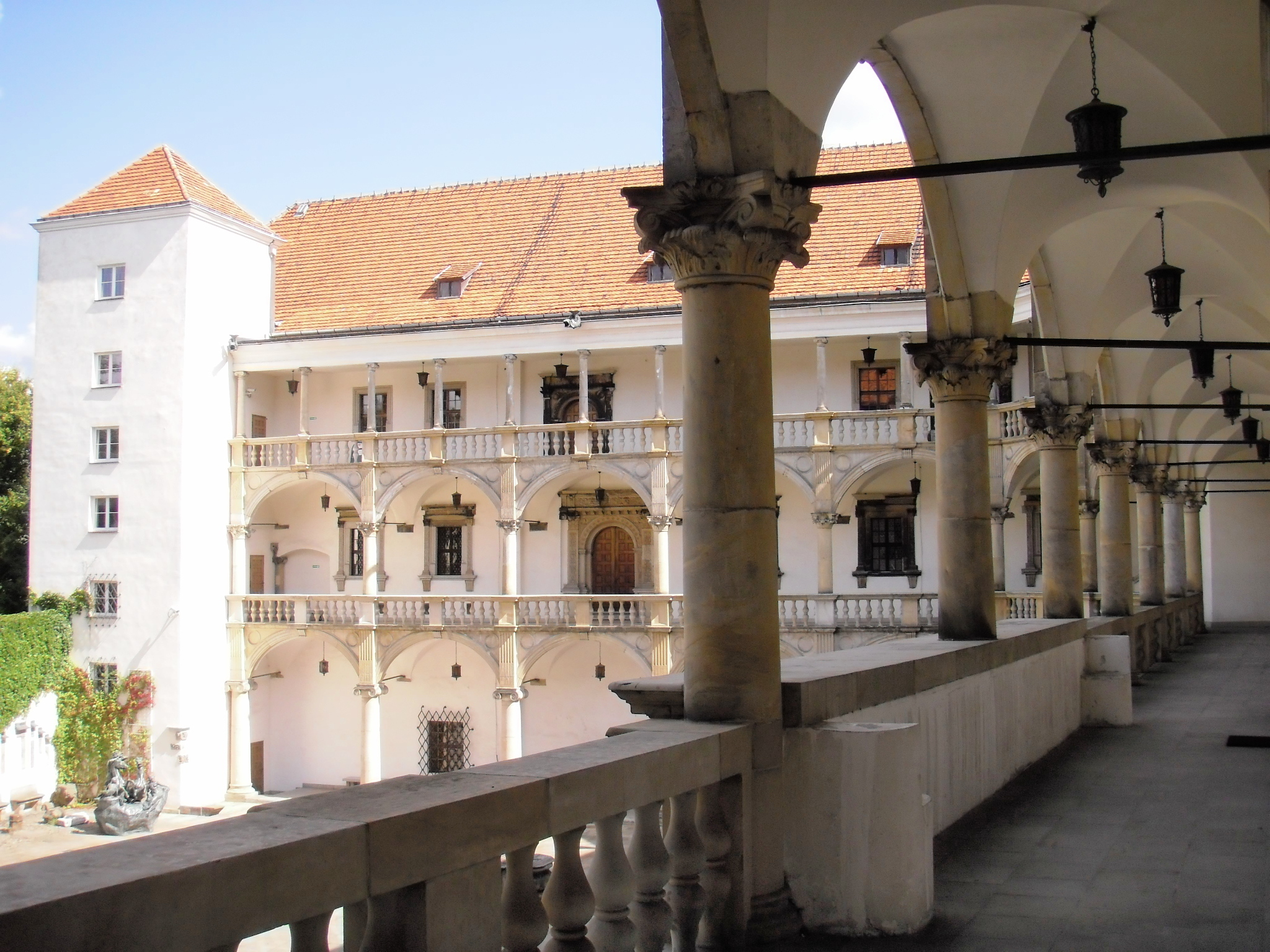
Галерея замку
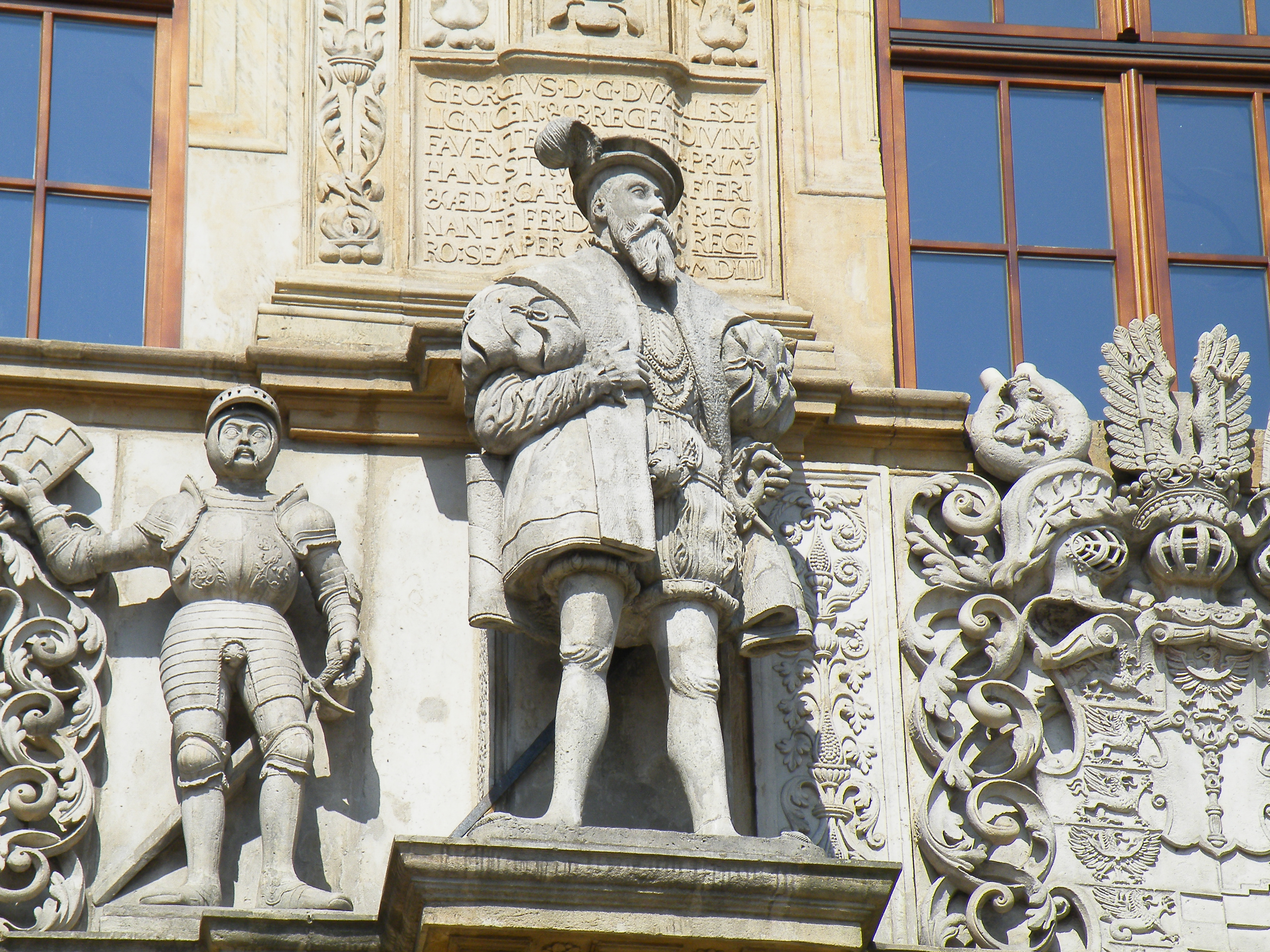
Фрагмент порталу замку